# HMS Humber (1913)
HMS Humber — британский монитор прибрежного действия типа «Хамбер», головной корабль серии. Принимал участие в Первой мировой войне и военной интервенции на севере России. Строился по заказу Бразилии под именем Javary, в начале войны выкуплен Королевским флотом вместе с «систершипами» Severn и Mersey.

## Вооружение
Главный калибр монитора изначально состоял из двух 152-мм орудий, размещённых в единственной башне:
- BL 6"/50 Mk XIV (затвор открывался вправо).
- BL 6"/50 Mk XV (затвор открывался влево).

Оба орудия представляли собой коммерческие модификации британского 152-мм орудия Mk XI (англ. BL 6 inch Mk XI naval gun).
В декабре 1914 года на шканцах установили третью «шестидюймовку» — Mk VII (англ. BL 6 inch Mk VII naval gun).
Остальное вооружение включало в себя:
- 2 × 120-мм/18 гаубицы[1],
- 4 × 47-мм орудия[1].

Перед отправкой в Мурманск на корабль установили одно 76-мм зенитное орудие фирмы «Виккерс» (англ. QF 3 inch 20 cwt Mk II).

## Служба

### Первая мировая война
С 18 октября по ноябрь 1914 года Humber совместно с однотипными Severn и Mersey обстреливал германские позиции на побережье Бельгии. После операции ремонтировался в Чатеме.
29 марта 1915 года отбуксирован на Мальту, в июне прибыл под Галлиполи для участия в Дарданелльской операции.
В январе 1916 года в Александрии получил новые орудия, после чего остался в египетских водах.
С августа 1917 года по февраль 1918 года — брандвахтенный корабль в гавани Акабы.
В октябре 1918 года вместе с «систершипами» послан в Мудрос, где в то время проходили переговоры между Турцией и Антантой.
После заключения перемирия прошёл через Дарданеллы в Стамбул, в котором пробыл три месяца, после чего вернулся в Англию в марте 1919 года.

### Интервенция в Россию
20 мая 1919 года покинул Девонпорт после переоборудования, направляясь в Мурманск для усиления высадившихся там интервентов. К началу летней кампании 1919 года перешёл в занятый интервентами Архангельск, после чего принял участие в боевых действиях на Северной Двине. В сентябре 1919 года отправлен назад в Англию.
17 сентября 1920 года продан датской фирме. Новые владельцы переоборудовали монитор в плавучий кран. Известно, что в 1938 году судно ещё было на плаву. Вероятно, что оно было сдано на слом после окончания Второй мировой войны.